# Phù Dao hoàng hậu
Phù Dao Hoàng Hậu (Tiếng Trung: 扶摇, Tiếng Anh: Legend of Fuyao) là bộ phim truyền hình Trung Quốc được cải biên từ tiểu thuyết xuất sắc cùng tên của nhà văn Thiên Hạ Quy Nguyên. Dưới bàn tay của đạo diễn Dương Văn Quân, kịch bản cải biên bởi Giải Yến Yến gồm 66 tập. Với sự tham gia của các diễn viên Hoa ngữ như: Dương Mịch, Nguyễn Kinh Thiên, Lại Nghệ, Cao Vỹ Quang, Trương Nhã Khâm, Lưu Dịch Quân.... Ngày 27 tháng 6 năm 2017, tại Trường quay Hoành Điếm phim chính thức bấm máy. Phim đóng máy ngày 23 tháng 11 năm 2017 kết thúc hơn 160 ngày quay phim nỗ lực.
Phim phát sóng ngày 18 tháng 06 năm 2018 trên truyền hình vệ tinh Chiết Giang và Tencent. Phim đã đạt trên 14 tỷ lượt xem trực tuyến tại Trung Quốc sau khi mới kết thúc. Ngày 04 tháng 10 năm 2018 phim được phát sóng tại Việt Nam trên kênh HTV7 lúc 17h00 thứ 2 đến thứ 6 dưới dạng lồng tiếng Việt. Và được phát lại trên nhiều kênh truyền hình tại Việt Nam như: H1, VTC1, ATV, Vie  Dramas,...Phim được phát hành online rộng rãi trên YouTube (hơn 200 triệu lượt xem tính đến tháng 06/2019) và FPT Play (hơn 100 triệu lượt xem tính đến tháng 06/2019).

## Nội dung
Phim kể về nàng Mạnh Phù Dao (Dương Mịch) - một cô gái kiên cường, túc trí đa mưu vì muốn thu thập "mật lệnh" của Ngũ Châu mà phải trải qua muôn ngàn hiểm nguy. Trên đường lang bạt tìm cách phá giải phong ấn Ngũ Trùng theo lời dặn của Chu Thúc, nàng gặp gỡ Thái Tử Trưởng Tôn Vô Cực (Nguyễn Kinh Thiên). Sau khi cùng nhau trải qua hàng loạt biến cố, nhận ra tâm ý của nhau, bên nhau trọn đời.

### Ngũ Châu hoàng tộc
Ngũ Châu chia làm năm nước: Thái Uyên, Thiên Quyền Hoàng thành, Toàn Cơ, Thiên Sát, Khung Thương. Trong đó Thiên Quyền được coi là trung tâm Ngũ Châu, còn Toàn Cơ là nước nhiều vàng bạc châu báu, giàu có nhất thiên hạ. Ngoài ra còn một số dị tộc như Phù Phong, nơi mà Bắc Vương cai quản,...
1. Thiên Quyền hoàng thành: Trung tâm Ngũ Châu, nơi mà quân chủ xưng hoàng đế. Quân chủ hiện tại là Trưởng Tôn Huýnh, quốc mẫu là Nguyên hoàng hậu. Kế nhiệm là Trưởng Tôn Vô Cực. Thiên Quyền có bí thuật Hồn Tức (là bí thuật chung của Thiên Quyền và Khung Thương).
2. Thái Uyên quốc: Quân chủ xưng vương, sở hữu huyết mạch hoàng tộc nổi tiếng Hiên Viên với bí thuật Ngự Thủy. Quân chủ trước đây là Hiên Viên Mân (do Vô Cực đóng giả). Quân chủ hiện tại là Vân Ngân, vương hậu Cao Phổ Nhược - quận chúa của Tây Bình Vương.
3. Toàn Cơ quốc: Đất nước giàu có bậc nhất sản xuất vàng bạc toàn Ngũ Châu, nữ tử xưng vương, vô cùng tôn quý. Đất nước có Toàn Cơ đồ đại diện Xích Hỏa, có khả năng dung hợp thần khí các bản đồ Ngũ Châu. Quân chủ hiện tại là Phượng Toàn. Kế nhiệm là Phượng Vô Danh - Mạnh Phù Dao. Thời của Mạnh Phù Dao, Toàn Cơ thay đổi chính sách không còn quân chủ chuyên chế mà lập ra nhiều cơ quan giám sát, trọng dụng người tài (gần giống chế độ cộng hòa).
4. Thiên Sát: Đất nước nổi tiếng với nhiều phong tục, có dáng dấp giống Mông Cổ. Quân chủ xưng vương hiện tại là Thiên Sát Vương Chiến Nam Thành. Quân chủ kế nhiệm là Liệt Vương Chiến Bắc Dã, vương hậu là Nhã Lan Châu - Nhã Lan công chúa của dị tộc Cùng Diệp.
5. Khung Thương: Là một thần điện với nhiều thần khí, khá bí hiểm. Được bao quanh bởi biển không tiếp giáp đất liền như với các nước trên. Thánh chủ là Trưởng Tôn Vô Cực, sau này còn có công chúa Hiên Viên Hiếu.

## Diễn viên

### 1. Toàn Cơ quốc:
| Diễn viên        | Vai diễn                                            | Giới thiệu nhân vật |
| ---------------- | --------------------------------------------------- | --- |
| Dương Mịch       | Mạnh Phù Dao (trước đây là Phượng Vô Danh)          | Toàn Cơ vương nữ, người kế thừa Phá Cửu Tiêu, cũng là Nữ Đế Toàn Cơ sau này. Nữ tử như loan phượng, khí phách cao ngạo, tiêu sái không câu nệ, mỹ mạo vô song, phóng khoáng lại cứng cỏi, võ công cao cường, dám yêu dám hận. Phù Dao là con gái ruột của Phượng Kỳ - trưởng công chúa của Toàn Cơ với phu quân Mạnh Sóc - một trong Thập Thánh cao thủ của Ngũ Châu. Nàng sinh ra đã tách biệt với thế giới bên ngoài, sống trong hộc tủ, không ai biết đến, cha mẹ chưa kịp đặt tên nên gọi là Phượng Vô Danh. Thật ra Phù Dao mới chính là công chúa ngậm sen vàng chào đời, bởi vì nàng sinh ra vào mùa đông, hoa sen vốn đã khô héo cũng nở rộ, khắp hoàng cung hương hoa thơm ngát, sinh ra đã biết cười, càng cười hoa càng nở. Ngoài ra, nàng cũng mang trong mình Phượng Hoàng linh tính - mệnh đế vương của Toàn Cơ, từ khi sinh ra, đã định sẵn chính là Quân chủ của Toàn Cơ. Ngày bé nàng chơi ở hồ sen thì gặp Trưởng Tôn Vô Cực và Vô Cực cũng đem lòng yêu thương. Sau này Phật Liên giả mạo Phù Dao yêu cầu Vô Cực liên hôn với mình nên Vô Cực bèn về xin ban hôn với Phật Liên. Sau đó, Phù Dao bị Phượng Toàn cho người giết chết nhưng còn lại hơi tàn, mất trí nhớ, bị Chu Thúc nhặt được, về sau làm tạp dịch của Huyền U Bộ. Mấy năm sau nàng gặp Trưởng Tôn Vô Cực ở Huyền Nguyên kiếm phái, bắt đầu hành trình gian nan thử thách, cũng như khám phá được thân phận thật của mình. Thân phận đặc biệt, sinh ra không phải phàm phu tục tử. Nàng chính là Thiếu nữ Ngũ Sắc Thạch mà Trưởng Tôn Vô Cực đang tìm kiếm, kế thừa huyết tàn của Đế Phi Thiên - người đã gây nên trận chiến huyết tẩy Ngũ Châu trăm ngàn năm trước. Theo lời tiên tri, Ngũ Châu sẽ vì Phù Dao mà vạn kiếp bất phục. Sau này nàng trở thành Hạn vương nước Thiên Sát, Nữ đế của Toàn Cơ và cuối cùng là Hoàng hậu Thiên Quyền, tiếng tăm lẫy lừng, vang danh sử sách.                  |
| Vương Hạc Nhuận  | Toàn Cơ Nhị vương nữ - Phật Liên (Phượng Tịnh Phạn) | Hôn thê của Trưởng Tôn Vô Cực, đối thủ lớn nhất của Phù Dao. Phượng Tịnh Phạn (Phật Liên - đóa hoa của Phật), nhị vương nữ của Toàn Cơ quốc, có danh hiệu "Thánh nữ Ngũ Châu". Nàng là một nữ nhân xinh đẹp, thông minh, tài trí đầy đủ, xuất thân cao quý, đáng lẽ phải là một bông hoa trong trẻo, đài các nhưng vì lòng tham không đáy và sự đố kị ngút trời, Phật Liên tuy ngoài có vẻ mặt bồ tát nhưng tâm địa ác độc, rắn rết. Để đạt được mục đích của mình, nàng không tiếc nhúng tay vào những việc bẩn thỉu, vô nhân tính như gây nên dịch bệnh chết bao nhiêu bách tính để nàng có thể "làm người tốt" đi giúp đỡ mọi người và có được danh hiệu "Thánh nữ Ngũ Châu". Nàng yêu Trưởng Tôn Vô Cực. Tình yêu nhơ nhuốc và độc địa của Phật Liên khiến Vô Cực cảm thấy ghê tởm, rồi cuối cùng chàng cũng ép nàng ta từ bỏ hôn ước. Phật Liên chính là em của Phù Dao. Cả Phật Liên và Phù Dao đều là Vương nữ của Toàn Cơ, nhưng Phật Liên sinh ra được đồn là công chúa ngậm sen chào đời của Toàn Cơ, còn Phù Dao (mới là công chúa ngậm sen thật) thì lại là con của Phượng Kỳ - chị em sinh đôi với Phượng Toàn (nữ vương Toàn Cơ) với Mạnh Sóc. Sau khi Phượng Kỳ bị giết chết, Phù Dao được một cung nữ tên là Hứa Uyển cứu. Mẹ của Phật Liên, Nữ Vương Toàn Cơ lúc đó đã ra tay giết Hứa Uyển và Phù Dao, Phù Dao được binh lính chừa lại một hơi tàn. Một lần khi còn nhỏ, Phù Dao ra ngoài hồ sen bỏ hoang chơi và gặp Trưởng Tôn Vô Cực, được chàng đem lòng quý mến, muốn cùng mang nàng về Thiên Quyền, không ngờ Phật Liên biết tất cả nên ép Phù Dao giao ra Huyền Linh Chân Diệp, Phù Dao không chịu nên bị Phật Liên mật báo với Phượng Toàn. Hứa Uyển và Phù Dao bị xử tử. Lúc này Vô Cực nhận được thư của Phật Liên bảo mình là đứa bé gái năm xưa muốn Vô Cực liên hôn để nàng được an toàn, Vô Cực hiểu lầm nên hôn ước của Phật Liên và Vô Cực mới xảy ra. |
| Lâm Tịnh         | Toàn Cơ Đại vương nữ tiền triều - Phượng Kỳ         | Trưởng công chúa tiền triều của vương tộc Toàn Cơ, sinh mẫu của Phù Dao, là chị sinh đôi của Phượng Toàn, vợ của Mạnh Sóc. Sau khi Phượng Kỳ sinh Phù Dao thì bị Phượng Toàn giết chết. Bà được chọn là mang trong mình Phượng Hoàng Linh tính, định sẵn là nữ vương của Toàn Cơ, nhưng vì Phượng Toàn Phượng Kỳ sinh đôi, phượng hoàng của bà mới bị che giấu mất. Sau này mệnh đế vương phượng hoàng linh tính này được truyền sang cho con gái Phù Dao - người sau này trở thành nữ vương Toàn Cơ. |
| Lâm Tịnh         | Toàn Cơ Quân chủ - Phượng Toàn                      | Nữ vương hiện tại của Toàn Cơ, trước đây là Nhị vương nữ, em ruột của Phượng Kỳ. Tâm cơ khó lường, luôn hành động cẩn trọng, thẳng tay tàn nhẫn, làm mọi điều ác vì vương vị và vì tranh giành nam nhân với chị ruột (Phượng Kỳ). Phượng Toàn và Phượng Kỳ là hai công chúa sinh đôi của Toàn Cơ, sinh ra chỉ có một người mang mệnh đế vương Phượng Hoàng linh tính, và đó là Phượng Kỳ. Phượng Toàn vì ghen ghét đố kị, không tiếc ra tay với chị gái và đẩy Phù Dao vào cửa tử khi cô còn quá bé. Bao nhiêu năm sau, vì không có Phượng Hoàng linh tính trong người, Phượng Toàn mới không trấn áp nổi Nhạc Trạc Uyên và sức mạnh của vương tộc. Ngai vàng Toàn Cơ chọn sai người ngồi vào. Cuối cùng, Phượng Toàn độc ác cũng bị truất ngôi, để nữ vương đích thực là Phù Dao ngồi vào. |
| Cao Lệ Văn       | Toàn Cơ Đại vương nữ - Phượng Tịnh Chấp             | Trưởng công chúa của Toàn Cơ, cũng là chị cùng cha với Phật Liên. Nàng được chọn kế nghiệp ngai vàng Toàn Cơ trong tương lai, tính tính hung hăng, ngang ngược, tuy khá thông minh và dễ bị rung động (với Tông Việt do Phù Dao nữ cải nam trang). Là người mà Phật Liên vô cùng căm hận và đố kị, bởi chỉ vì Phật Liên là Nhị Vương Nữ mà không thể bước lên bảo tọa Nữ vương Toàn Cơ. Sau này bị Phật Liên hợp tác cùng Phượng Toàn (mẹ ruột) giết chết. |
| Tào Vệ Vũ        | Toàn Cơ Ảnh Tử - Mạnh Sóc                           | Phu quân của Phượng Kỳ, cha ruột của Phù Dao, ông là một trong Thập Thánh của Ngũ Châu - danh xưng Ngọc Hành. Mạnh Sóc đi ra biển để diệt quái thú nên bỏ lỡ thời khắc Phù Dao sinh ra, theo đó cũng bỏ lỡ cơ hội gặp lại vợ mình (Phượng Kỳ) lần cuối. Nhiều năm sau vì muốn biết tung tích của hai mẹ con Phù Dao mà chấp nhận làm Ảnh Tử nghe theo sai khiến của Phượng Toàn. Phượng Toàn dùng bí thuật Khung Thương điều khiển Mạnh Sóc làm điều ác, sau Trưởng Tôn Vô Cực và Phù Dao hợp sức giải trừ cho Mạnh Sóc, đổi lại Mạnh Sóc mất hết võ công. Cuối cùng, Mạnh Sóc rời khỏi vương cung Toàn Cơ tiêu dao thiện hạ, tu thiện tích đức. |
| Trương Hoan Hoan | Toàn Cơ cung nữ - Hứa Uyển                          | Người đã cứu Phù Dao. Bà từng là cung nữ trong hậu cung Toàn Cơ. Bà vì che giấu Phù Dao mà gặp biết bao cực khổ, cuối cùng cũng bị giết hại khi bảo vệ nàng, còn Phù Dao còn chút hơi tàn nên sống sót được Chu Thúc nhặt về nuôi lớn. |

### 2. Thiên Quyền Hoàng thành
| Diễn viên         | Vai diễn                                      | Giới thiệu nhân vật |
| ----------------- | --------------------------------------------- | --- |
| Nguyễn Kinh Thiên | Thiên Quyền Thái tử - Trưởng Tôn Vô Cực       | Thái tử nước Thiên Quyền. Thực ra không phải là con của hoàng đế Trưởng Tôn Huýnh mà là do Đức Vương (Trưởng Tôn Già) tư thông với Nguyên Hoàng Hậu sinh ra. Khi còn bé chàng từng gặp Phù Dao ở hoàng cung nước Toàn Cơ và đem lòng yêu ánh mắt của nàng, nhưng do sự hãm hại và giấu diếm của mẹ con Phật Liên nên mới hiểu nhầm Phật Liên là cô bé gặp lúc nhỏ tại hồ sen. Sau này, vì giúp Tông Việt (bạn thân) nên đóng giả làm Thế tử nước Thái Uyên Hiên Viên Mân để dẹp loạn, đồng thời tìm kiếm thiếu nữ Ngũ sắc thạch và gặp lại Phù Dao tại Huyền Nguyên Kiếm Phái, dù không biết thân phận thực sự của Phù Dao nhưng bị cuốn hút bởi tính cách của nàng nên dần dần theo đuổi nàng. Trưởng Tôn Vô Cực là một con người thông minh đa mưu túc trí, tâm cơ khó nắm bắt, nhưng hết lòng hết dạ yêu Phù Dao, có thể vì Phù Dao mà thịt nát xương tan cũng tiếp nhận. Sau này chàng trở thành Hoàng đế của Thiên Quyền, hoàn thành đại nghiệp thống nhất, sống trọn đời bên vị Hoàng hậu huyền thoại Mạnh Phù Dao. Ngoài ra, Trưởng Tôn Vô Cực còn là thánh chủ Trường Thanh Thần Điện của Thánh địa Khung Thương. Khi còn tầm sư học đạo tại Khung Thương, Trưởng Tôn Vô Cực đã được giao nhiệm vụ thay đổi càn khôn, tìm thiếu nữ mang đá Ngũ sắc để Ngũ Châu không lâm vào cảnh vạn kiếp bất phục. Huyền Linh Chân Diệp mà Vô Cực hay mang bên mình là một vật khắc tinh của đá Ngũ Sắc. Tương truyền trăm năm trước, Đế Phi Thiên huyết tẩy Ngũ Châu làm bao sinh linh lầm than. Trưởng lão Trường Thanh Tử của thánh địa Khung Thương đã dùng Huyền Linh Chân Diệp để xoay chuyển chiến cục. Thế nhưng Đế Phi Thiên không hề biến mất tại đó mà chút tàn huyết cuối cùng của hắn đã ngưng kết thành đá Ngũ Sắc. Theo truyền thuyết người đánh thức hắn sẽ là một thiếu nữ mang đá Ngũ Sắc. Trưởng Tôn Vô Cực là người được Huyền Linh Chân Diệp chọn còn Phù Dao lại là người mang đá Ngũ Sắc. |
| Vương Kính Tùng   | Thiên Quyền Quân chủ - Trưởng Tôn Huýnh       | Hoàng đế của Thiên Quyền - trung tâm Ngũ Châu. Phụ thân (trên danh nghĩa) của Trưởng Tôn Vô Cực. Thâm sâu khó lường, mưu mô quỷ quái, khí phách giết người. Là người có thể dùng tất cả thủ đoạn để đạt được mục đích. Ông chính là chủ mưu của việc sát hại hai mẹ con công chúa Hiên Viên Hiếu và Liên nhi, khiến công chúa phát điên, hận Thiên Quyền cả đời. |
| Quyên Tử          | Thiên Quyền Quốc mẫu - Nguyên Thanh Y         | Hoàng hậu Thiên Quyền, "người mẹ của Ngũ Châu", thời xưa còn có danh hiệu "Đệ nhất mỹ nhân Ngũ Châu". Thời còn trẻ có mối tình sâu đậm với Đức vương Trưởng Tôn Già, nhưng Hoàng đế khăng khăng ép cưới. Tư thông với Đức vương, sinh ra Trưởng Tôn Vô Cực. Sau này bị Phù Dao bắt gặp bà đang thân mật với Đức vương (lúc này Phù Dao giúp Phật Liên giả mạo nhị vương nữ Toàn Cơ tiến cung Thiên Quyền), liền tìm cách kết hợp với Phật Liên và Đại Hoàng tử hãm hại, vu cho Phù Dao tội danh giả mạo công chúa Toàn Cơ.Sau này, Nguyên hoàng hậu quá đau khổ vì Trưởng Tôn Già chết, quyết định không bao giờ trở lại cung cấm nữa, mặc dù Trưởng Tôn Vô Cực đã lên làm vua. Bà cũng trở nên thân thiết và biết ơn với Phù Dao hơn, và tin tưởng cô đến nỗi sẵn sàng từ bỏ thân phận tôn quý để cầu xin cô giúp bà ngăn Trưởng Tôn Vô Cực giết Đức vương. Sau khi Đức vương chết bỏ đi biệt xứ. |
| Tống Giai Luân    | Thiên Quyền Đức vương - Trưởng Tôn Già        | Đức Vương của nước Thiên Quyền, cha ruột của Trưởng Tôn Vô Cực. Yêu Nguyên hoàng hậu. Chồng trước của Hiên Viên Hiếu (Trưởng công chúa nước Thái Uyên), còn có một đứa con gái tên gọi là Liên nhi. |
| Triệu Sở Luân     | Thiên Quyền Dực vương - Trưởng Tôn Bình Nhung | Đại hoàng tử của Thiên Quyền, là con ruột của hoàng đế Trưởng Tôn Huýnh, có mẫu thân xuất thân thấp hèn, luôn muốn tranh ngôi vị thái tử với Vô Cực, lộng hành triều chính. Ngang ngược hống hách, hung hăng bạo tàn, sau thông đồng với Phật Liên, vu cho Phù Dao tội danh giả mạo Toàn Cơ công chúa. Hắn tìm cách cưỡng bức và giết hại Phù Dao, nhưng Phù Dao thân mang độc dù yếu ớt nhưng vẫn kiên cường chống trả bảo vệ trinh tiết của mình, còn làm cho hắn đoạn tử tuyệt tôn. Bị Trưởng Tôn Vô Cực hận đến muốn giết chết khi nhìn thấy cảnh hắn làm hại Phù Dao. Sau này vì bị bắt buộc nên hợp tác với Vô Cực, vạch mặt độc ác của Phật Liên, ép nàng ta bỏ hôn ước với Vô Cực. Cuối cùng vì thấy thế mà chết dưới tay Từ Lai (thuộc hạ thân cận) |

### 3. Thiên Sát:
| Diễn viên         | Vai diễn                              | Giới thiệu nhân vật |
| ----------------- | ------------------------------------- | --- |
| Cao Vỹ Quang      | Thiên Sát Liệt vương - Chiến Bắc Dã   | Liệt vương nước Thiên Sát, sau này là Vương của Thiên Sát. Có khí khái nam tử, trọng tình trọng nghĩa, lại cố chấp trong tình yêu. Sinh ra đã quen với tắm máu trên chiến trường nên tính tình hoang dã, thô bạo, là người đàn ông mà Mạnh Phù Dao luôn dùng nắm đấm để nói chuyện. Trên mình có báu vật Chuông Nhiếp Khôn, được chàng hi sinh rất nhiều lần để cứu Phù Dao, còn khẳng định cả đời này không thành thân với ai ngoài nàng. Biết tình cảm của Chiến Bắc Dã dành cho mình, Phù Dao luôn né tránh, tìm cách gán ghép chàng với Nhã Lan Châu. Nhưng Chiến Bắc Dã chưa bao giờ bỏ cuộc với Phù Dao, luôn tìm cách theo đuổi Phù Dao đến cùng. Sau này Phù Dao giúp chàng chiếm được Thiên Sát, giúp chàng có được quyền lực quân vương, chàng phong nàng làm Hạn vương. Trong trận chiến giành lại ngai vàng Thiên Sát, Chiến Bắc Dã nhận ra tình cảm và sự hi sinh của Nhã Lan Châu dành cho mình, quyết định đáp lại tình cảm của vị công chúa Cùng Diệp này, từ bỏ đoạn tình cảm với Phù Dao. Từ nay về sau chàng và Phù Dao chỉ có thể là huynh muội tốt, chứ không thể đến với nhau. Sau cùng, chàng cưới Nhã Lan Châu làm vương hậu. |
| Trương Dịch Thông | Thiên Sát Quân chủ - Chiến Nam Thành  | Quân chủ hiện tại của nước Thiên Sát. Luôn tìm cách hãm hại, đẩy Chiến Bắc Dã vào chỗ chết. Sau này bị Phù Dao cùng Chiến Bắc Dã truất ngôi, để một vị quân chủ anh minh hơn như Chiến Bắc Dã ngồi lên ngai vàng. |
| Cố Hữu Minh       | Thiên Sát Hằng vương - Chiến Bắc Hằng | Hằng vương nước Thiên Sát, cùng một giuộc với Chiến Nam Thành, luôn tìm cách hãm hại Chiến Bắc Dã. Sau này bị Phù Dao dồn vào chỗ chết, gây nên huynh đệ tương tàn giữa hắn và Chiến Nam Thành để Chiến Bắc Dã thuận lợi bước lên ngai vàng Thiên Sát. Phù Dao hứa sẽ bảo vệ cho vợ con hắn sau khi hắn chết. |

### 4. Thái Uyên quốc
| Diễn viên      | Vai diễn                                               | Thông tin nhân vật |
| -------------- | ------------------------------------------------------ | --- |
| Lại Nghệ       | Thái Uyên hoàng tộc - Tông Việt                        | Thánh Y dân gian, bạn thân của Thái Tử Trưởng Tôn Vô Cực. Là con trai của Thế tử Văn Ý nước Thái Uyên - người bị Tề Chấn vu oan và giết hại; là anh trai của Vân Ngân. Tông Việt có mỗi thù nợ máu với Tề Chấn, giúp đỡ rất nhiều cho Phù Dao. Tên thật của Tông Việt là Hiên Viên Việt. |
| Lương Dịch Mộc | Thái Uyên quân chủ - Vân Ngân                          | Con nuôi của Tề Chấn, em trai Tông Việt. Tông Việt - Vân Ngân kế thừa dòng máu Hiên Viên chính thống, vốn là con trai của Thế Tử Văn Ý nước Thái Uyên. Văn Ý thế tử bị Tề Chấn vu oan sau đó cả nhà bị diệt tộc trong một đêm. Vì vậy Tông Việt - Vân Ngân có nợ máu nhà với Tề Chấn. Có tình cảm với Tề Vận quận chúa - con gái của Tề Chấn, nhưng nàng lại có tình cảm với Tông Việt, anh trai của chàng. Sau khi Tề Chấn bị Phù Dao cùng Trưởng Tôn Vô Cực đánh bại, chàng lên ngôi vua Thái Uyên, phong Hiền phu nhân Cao Phổ Nhược (đích nữ của Tây Bình Vương) làm Vương hậu. |
| Lưu Dịch Quân  | Thái Uyên Quốc công - Tề Chấn                          | Quốc công Thái Uyên quốc, kẻ luôn có tham vọng trở thành vua của Thái Uyên, nhiều thủ đoạn, dã man độc ác. Từng nhận Vũ Văn Tử, nữ tử của Trường Ninh Phủ làm nghĩa nữ (thực chất Vũ Văn Tử là Phù Dao đóng giả), đưa vào cung trở thành Thục phu nhân của Thái Uyên quốc, với mưu đồ muốn nàng ngồi vào vị trí Vương hậu, giúp lão hoàn thành tham vọng ngồi vào ngai vàng. Cuối cùng bị Phù Dao và Hiên Viên Mân (Trưởng Tôn Vô Cực đóng giả) đánh bại. Sau này khi đang định giết Tông Việt thì vô tình giết chết Tề Vận, vì quá đau lòng mà tự sát. |
| Hồ Khả         | Thái Uyên Trưởng công chúa tiền triều - Hiên Viên Hiếu | Trưởng Công Chúa nước Thái Uyên, trước đó là Đức vương phi của Thiên Quyền. Khi phát hiện bí mật về thân phận của Vô Cực thì bị truy sát nhưng được Phi Yên điện chủ giúp, đổi lại là mất đi tuổi thọ và đầu óc dở dở điên điên. Là người biết tình nghĩa, thần trí không tỉnh táo vì nỗi đau mất con mà nhận Phù Dao làm con gái. Là người đầu tiên cho Phù Dao biết đến sự ấm áp của một người mẹ. Sau khi biết Phù Dao không phải con gái mình, quá đau lòng mà bỏ đi biệt tích. Là hoàng thẩm của Trưởng Tôn Vô Cực (vì bà là Đức vương phi của Đức vương-hoàng thúc của Vô Cực), cũng là người mà Vô Cực cảm thấy vô cùng có lỗi. |
| Hoàng Hựu Minh | Thái Uyên Quần thần - Yến Kinh Trần                    | Yến Kinh Trần là thiếu trang chủ phái Huyền Nguyên, là con trai của trưởng môn Yến Liệt - người được xem là bá chủ vùng núi Huyền Nguyên, và là trang chủ của Huyền Nguyên phái. Hắn là mối tình đầu của Phù Dao, thân thiết từ nhỏ, lớn lên cả hai yêu nhau thắm thiết, muốn làm phu thê với nhau cả đời. Nhưng Yến Kinh Trần vì tiền đồ của mình mà phản bội Phù Dao, còn kết hôn với Bùi Viện. Phù Dao từ đó mà muốn cắt đứt với hắn. Cuối cùng, hắn vì bảo vệ Phù Dao mà chết, xem như trả lại nợ làm tổn thương nàng bằng mạng sống của chính mình. |
| Lý Y Hiểu      | Thái Uyên quốc Quận chúa - Bùi Viện                    | Bùi quận chúa của Thái Uyên quốc, thê tử của Yến Kinh Trần. Cháu gái của Tề Chấn. Tính tình hung hăng ác độc, coi mạng nô lệ như cỏ rác, luôn muốn giết Phù Dao vì Yến Kinh Trần yêu nàng. Bùi Viện nuốt lời, đẩy Tiểu Thất (nghĩa đệ của Phù Dao) xuống vực, bị Phù Dao quay lại trả thù, đánh cho tơi tả. Ả bị chính hai nô tì của mình làm hỏng gương mặt nhưng lại nghĩ người ra tay là Phù Dao. Cuối cùng, Bùi Viện chết vì bị nô tì của mình (A Liệt) đâm, trước lúc chết tiết lộ tất cả việc ác nàng làm đều là quá yêu Yến Kinh Trần. |
| A Lệ Á         | Thái Uyên quốc Quý phu nhân - Đường Chỉ Dung           | Con gái của tướng quân Đường Bá Niên, xuất thân là thứ nữ, sau này là Quý phu nhân trong hậu cung Thái Uyên do Trưởng Tôn Vô Cực đóng giả Hiên Viên Mân làm chủ. Đường Chỉ Dung vốn dịu dàng hào phóng, tài hoa hơn người, vì vinh sủng của gia tộc mà phải gả vào nhà đế vương. Sau khi vào cung, Đường Chỉ Dung không có được chân tình của đế vương, lại phải chịu bao ấm ức, bị cả Tề Chấn và Trưởng Tôn Vô Cực lợi dụng như một quân cờ. Cuối cùng, nàng vì tuyệt vọng mà liên thủ cùng người khác, đi vào con đường tranh đoạt. Nàng bị giết bởi Tề Chấn, khi đang hân hoan ngồi vào vị trí Vương hậu Thái Uyên ngày mai. |
| Viên Vũ Huyên  | Thái Uyên quốc Quận chúa - Tề Vận                      | Con gái của Tề Chấn quốc công, là quận chúa của Thái Uyên quốc. Hồi nhỏ cực kì thân thiết với anh em Tông Việt, Vân Ngân. Nhưng bi kịch thay, chính cha nàng lại là người giết cả nhà của hai anh em này. Nàng luôn thầm thương Tông Việt, còn Vân Ngân thì có tình cảm với nàng. Tề Vận sinh ra đã phải chịu nghiệp chướng thay người cha ác độc của minh, bẩm sinh máu chảy ngược, xương cốt dị thường, khó lòng sống quá 6 tuổi nếu không có sự bảo hộ của Long Lân Giáp. Mà muốn cứu Tông Việt, bắt buộc phải lấy Long Lân Giáp ra khỏi người nàng. Sau này, lí do Tề Chấn giết cả nhà Thế tử Hiên Viên là vì muốn lấy Long Lân Giáp cứu con gái mình. Sau này nàng vì bảo vệ Tông Việt mà đem Long Lân Giáp cho Tông Việt, nàng đỡ đòn của Tề Chấn thay cho Tông Việt. Sau được Tông Việt cứu chữa, nên Tề Vận không chết. |

### 5. Cùng Diệp tộc (Phù Phong)
Cùng Diệp là 1 trong những tộc cổ xưa nhất của Ngũ Châu, sau trận chiến Khung Thương trăm năm trước từng là một quốc gia lớn mạnh có thuật Cổ Huyễn đặc biệt đã từng có lúc có thể thay thế cả Thiên Quyền. Nhưng nhiều năm sau đó, xảy ra giao tranh giữa 2 đế vương Nam Bắc của Cùng Diệp làm chia năm xẻ bảy và Cùng Diệp từ đó không còn là 1 quốc gia nữa. Trong trận tranh giành quyền lực này, Trưởng Tôn Vô Cực là người đứng sau hậu thuẫn Nam Vương Cùng Diệp, đã cho Nam vương mượn binh và cho gián điệp trà trộn vào Bắc Đình của Bắc vương trộm ấn soái khiến Bắc Vương thua sau đó bị đày vào rừng núi sâu, không còn giữ được vị thế anh hùng dù vẫn mang danh Vương.
| Diễn viên       | Vai diễn                              | Thông tin nhân vật |
| --------------- | ------------------------------------- | --- |
| Trương Nhã Khâm | Cùng Diệp tộc vương nữ - Nhã Lan Châu | Nhã Lan công chúa của dị tộc Cùng Diệp, có phụ thân là Bắc Vương Nhã Lan Chỉ, tổ phụ tên là Nhã Lan Hợp Trân, cô là huyết mạch đời thứ 45 của trại sơn vương Nhã Lan Dịch. Viên đá Nhã Lan Châu luôn mang theo bên mình là viên nội đan của Thần thú thượng cổ - 1 bảo vật có khả năng dịch dung trong khoảng thời gian dài. Tuy là một vương nữ cao quý, nhưng Nhã Lan Châu rất mực thoải mái, không câu nệ, cũng không để ý tiểu tiết, tính tình hoạt bát, năng động, dễ thương. Nàng là tỉ muội tốt với Phù Dao, tri kỉ của Tiểu Thất. Phù Dao hay gọi nàng là "Châu Châu" hoặc bằng biệt danh "Đuôi Nhỏ" một cách rất đáng yêu, có lẽ nàng là người duy nhất được Phù Dao đối xử dịu dàng hơn những người khác. Dị tộc Cùng Diệp có thù oán với Trưởng Tôn Vô Cực, bản thân Nhã Lan Châu lần đầu tiên gặp Vô Cực cũng muốn giết chết chàng, nhưng nhờ Phù Dao vài yếu tố khác khiến nàng hóa giải ân oán với Vô Cực. Một đặc điểm nổi bật của nàng nữa là bị "cuồng" Chiến Bắc Dã. Nàng luôn gọi hắn là "Ngũ ca ca", theo đuổi hắn tới tận chân trời góc biển, yêu hắn vô cùng, nhưng cũng biết tình cảm của hắn với Phù Dao. Chiến Bắc Dã luôn theo đuổi Phù Dao, Nhã Lan Châu theo đuổi Chiến Bắc Dã, Phù Dao lại né Chiến Bắc Dã và muốn gán ghép hắn với Nhã Lan Châu. Nàng vì Chiến Bắc Dã mà hi sinh đôi mắt của mình, sau này Chiến Bắc Dã nhận ra và phong nàng làm vương hậu Thiên Sát. Biết võ công, sử dụng thành thạo dao trong lúc chiến đấu. Ngoài ra, Nhã Lan Châu rất thông thạo thuật Dịch Dung, giúp đỡ Phù Dao rất nhiều khi ở Thái Uyên. |

### 6. Một số nhân vật khác
| Diễn viên     | Vai diễn         | Giới thiệu nhân vật |
| ------------- | ---------------- | --- |
| Tưởng Long    | Tiểu Thất        | Nô lệ của Huyền U Bộ, nằm trong Huyền Nguyên Phái. Có tình tỉ đệ với Phù Dao, luôn gọi Phù Dao là tỷ tỷ, Phù Dao đi đâu liền đi theo đấy. Trước đây từng suýt chết vì bị Bùi Viện đẩy xuống núi, Phù Dao vì vậy mà quay lại đánh cho Bùi Viện một trận tơi tả. Tiểu Thất có một lòng ngưỡng mộ sâu sắc với Phù Dao, làm "con sen" liên tục cho nàng. Tiểu Thất là người bạn đồng hành với Phù Dao từ khi cả hai trốn ra khỏi Huyền Nguyên Phái, cùng nhau trải qua những cuộc hành trình đầy gian nan, thử thách và những biến cố của cuộc đời. Tuy ngoài mặt hay "thượng cẳng tay hạ cẳng chân" với Tiểu Thất, có thể thấy Phù Dao rất quý cậu và luôn tìm mọi cách đảm bảo sự an toàn cho cậu, còn Tiểu Thất vì muốn cứu Phù Dao mà không ngại xông pha vào những chỗ nguy hiểm. Ngoài ra, Tiểu Thất có một tình bạn khăng khít với Nhã Lan Châu. Cuối cùng vì ngăn cản đệ tử của Khung Thương hại Phù Dao mà rơi xuống vực sâu. |
|               | Phi Yên Điện Chủ | Là thành viên của Khung Thương, điện chủ của Huyễn Sinh điện, ngang hàng với Sư Tôn của Trưởng Tôn Vô Cực. Người đã lấy đi 40 năm thọ mệnh của Tông Việt. Người một lòng muốn Đế Phi Thiên thức tỉnh. Cuối cùng bị Phù Dao giết khi đang giao chiến với Trưởng Tôn Vô Cực, Phù Dao, Chiến Bắc Dã, Nhã Lan Châu và Tông Việt. |
| Lưu Dĩnh Luân | Thái Nghiên      | Sư muội của Trưởng Tôn Vô Cực, ngoài mặt tuy đối địch nhưng lại thầm yêu chàng. Một nữ nhân biết nắm bắt cơ hội để theo đuổi, nhưng sau này khi biết chuyện của Phù Dao và Vô Cực thì nhẹ nhàng lùi một bước, khiêm nhường tác thành cho họ. Cuối cùng vì bảo vệ Vô Cực mà bị Phi Yên giết chết. |
|               | Chu thúc         | Người đứng thứ hai của Thập thánh Ngũ Châu tên là Thánh Linh. Thích du ngoạn sơn thủy, một lần nhặt được Phù Dao dưới sông, biết cô là người làm sống dậy Đế Phi Thiên gây hại cho Ngũ Châu nhưng vì thương cảm nên đưa cô đến Huyền Nguyên sơn, Huyền U Bộ để hấp thụ linh khí giải trừ ma khí. Vì muốn Phù Dao thức tỉnh tạo ảo ảnh giả chết ở Huyền Nguyên sơn. Sau này gặp lại nhưng vì Phù Dao trúng độc mà hy sinh tu vi cả đời cứu cô. |
|               | Lôi Động         | Người đứng thứ ba trong Thập thánh Ngũ Châu. Sư phụ của Chiến Bắc Dã, đã chữa lành đôi mắt của Nhã Lan Châu. Tính tinh cổ quái, nhưng lại hoạt bát phóng khoáng, luôn làm chuyện khác với người thường. |

## Ratings
| Số tập  | Ngày phát sóng           | CSM52   | CSM52    | Xếp hạng | Quốc gia | Quốc gia | Xếp hạng |
| Số tập  | Ngày phát sóng           | Ratings | Thị Phần | Xếp hạng | Ratings  | Thị Phần | Xếp hạng |
| ------- | ------------------------ | ------- | -------- | -------- | -------- | -------- | -------- |
| 1-2     | ngày 18 tháng 6 năm 2018 | 0.655   | 3.727    | 1        | 0.35     | 2.57     | 1        |
| 3-4     | ngày 19 tháng 6 năm 2018 | 0.611   | 3.742    | 2        | 0.23     | 1.85     | 2        |
| 5-6     | ngày 20 tháng 6 năm 2018 | 0.655   | 4.174    | 2        | 0.32     | 2.63     | 2        |
| 7-8     | ngày 21 tháng 6 năm 2018 | 0.691   | 4.194    | 1        | 0.392    | 3.047    | 1        |
| 9-10    | ngày 25 tháng 6 năm 2018 | 0.755   | 4.563    | 1        | 0.38     | 2.97     | 1        |
| 11-12   | ngày 26 tháng 6 năm 2018 | 0.664   | 3.997    | 1        | 0.33     | 2.55     | 2        |
| 13-14   | ngày 27 tháng 6 năm 2018 | 0.673   | 3.327    | 1        | 0.44     | 2.64     | 1        |
| 15-16   | ngày 28 tháng 6 năm 2018 | 0.753   | 4.346    | 1        | 0.34     | 2.42     | 1        |
| 17-18   | ngày 2 tháng 7 năm 2018  | 0.648   | 3.53     | 1        | 0.37     | 2.68     | 2        |
| 19-20   | ngày 3 tháng 7 năm 2018  | 0.689   | 3.984    | 1        | 0.49     | 3.6      | 1        |
| 21-22   | ngày 4 tháng 7 năm 2018  | 0.941   | 6.029    | 1        | 0.57     | 4.4      | 1        |
| 23-24   | ngày 5 tháng 7 năm 2018  | 0.927   | 5.964    | 1        | 0.7      | 5.23     | 1        |
| 25-26   | ngày 9 tháng 7 năm 2018  | 0.789   | 5.108    | 2        | 0.441    | 3.478    | 2        |
| 27-28   | ngày 10 tháng 7 năm 2018 | 0.795   | 4.8      | 2        | 0.525    | 3.703    | 2        |
| 29-30   | ngày 11 tháng 7 năm 2018 | 1.088   | 6.553    | 1        | 0.71     | 4.93     | 2        |
| 31-32   | ngày 12 tháng 7 năm 2018 | 0.951   | 5.832    | 1        | 0.65     | 4.77     | 1        |
| 33-34   | ngày 16 tháng 7 năm 2018 | 0.951   | 6.089    | 1        | 0.523    | 3.876    | 2        |
| 35-36   | ngày 17 tháng 7 năm 2018 | 0.972   | 6.123    | 1        | 0.61     | 4.328    | 2        |
| 37-38   | ngày 18 tháng 7 năm 2018 | 1.017   | 6.243    | 1        | 0.6      | 4.35     | 2        |
| 39-40   | ngày 19 tháng 7 năm 2019 | 1.073   | 6.77     | 1        | 0.68     | 5.03     | 2        |
| 41-42   | ngày 23 tháng 7 năm 2018 | 0.795   | 5.106    | 2        | 0.58     | 4.29     | 2        |
| 43-44   | ngày 24 tháng 7 năm 2018 | 0.844   | 5.33     | 2        | 0.52     | 3.91     | 2        |
| 45-46   | ngày 25 tháng 7 năm 2018 | 0.923   | 5.777    | 2        | 0.61     | 4.48     | 2        |
| 47-48   | ngày 26 tháng 7 năm 2018 | 0.879   | 5.588    | 1        | 0.64     | 4.85     | 1        |
| 49-50   | ngày 30 tháng 7 năm 2018 | 0.87    | 5.796    | 2        | 0.49     | 3.78     | 2        |
| 51-52   | ngày 31 tháng 7 năm 2018 | 0.842   | 5.448    | 2        | 0.6      | 4.39     | 2        |
| 53-54   | ngày 1 tháng 8 năm 2018  | 0.799   | 5.137    | 2        | 0.5      | 3.73     | 2        |
| 55-56   | ngày 2 tháng 8 năm 2018  | 0.91    | 5.752    | 1        | 0.6      | 4.46     | 1        |
| 57-58   | ngày 6 tháng 8 năm 2018  | 0.908   | 6.135    | 1        | 0.61     | 4.76     | 2        |
| 59-60   | ngày 7 tháng 8 năm 2018  | 0.782   | 5.292    | 1        | 0.55     | 4.09     | 2        |
| 61-62   | ngày 8 tháng 8 năm 2018  | 0.847   | 5.46     | 1        | 0.66     | 4.81     | 2        |
| 63-64   | ngày 9 tháng 8 năm 2018  | 0.868   | 5.632    | 1        | 0.56     | 4.19     | 1        |
| 65-66   | ngày 13 tháng 8 năm 2018 | 0.786   | 4.91     | 1        | 0.6      | 4.31     | 2        |
| Average | —                        | 0.84    | 5.2      | —        | 0.6      | 4.31     | —        |

Lưu ý: Do được phát sóng trên 2 nền tảng là truyền hình và chiếu mạng, có tài khoản Vip trang Đằng Tấn sẽ xem trước 4  tập còn tài khoản thường sẽ được xem song song với truyền hình

## Phát sóng
- Malaysia - Astro Shuang Xing
- Hàn Quốc - Ching TV
- Thái Lan - Channel 9
- Campuchia - CTV 8 HD
- Singapore - Hub VV Drama
- Mông Cổ - NTV HD
- Mỹ - Sky Link TV
- Việt Nam:

Danh sách này không đầy đủ, bạn cũng có thể giúp mở rộng danh sách.
| Tên kênh                                    | Giờ phát sóng             | Thời gian phát sóng (theo ngày) | Ghi chú                                                                          |
| ------------------------------------------- | ------------------------- | ------------------------------- | -------------------------------------------------------------------------------- |
| HTV7                                        | 17:00 Thứ Hai đến Thứ Sáu | 04/10/2018 - 23/11/2018         | Lồng tiếng Việt Biên tập lại thành 40 phút/tập, vì thế, số tập được nâng lên 74. |
| H1 - Đài Phát thanh - Truyền hình Hà Nội    | 19:50 hằng ngày           | 21/02/2019 - 02/05/2019         | Ngôn ngữ gốc kèm thuyết minh bằng tiếng Việt Phát sóng 45 phút/tập như bản gốc.  |
| VTC1                                        | 17:00 hằng ngày           |                                 | Lồng tiếng Việt                                                                  |
| ATV - Đài Phát thanh - Truyền hình An Giang |                           |                                 |                                                                                  |